# 福克斯沃思 (密西西比州)
福克斯沃思（英語：Foxworth）是位於美國密西西比州馬里昂縣的普查規定居民點。

## 人口
根據2020年美國人口普查的數據，福克斯沃思的面積為7.10平方千米，皆為陸地。當地共有人口523人，而人口密度為每平方千米73.66人。